# سیارک ۱۰۱۹
سیارک ۱۰۱۹ (به انگلیسی: 1019 Strackea، نامگذاری:1924QN) هزار و نوزدهمین سیارک کشف شده‌است که در ۳ مارس ۱۹۲۴ و در هایدلبرگ کشف شد.
قدر مطلق سیارک برابر ۱۲٫۶۳ است.